# Andreas Hilfiker
Andreas Hilfiker (Aarau, 11 februari 1969) is een Zwitsers voormalig voetballer en keeperstrainer die speelde als doelman.

## Carrière
Hilfiker startte zijn carrière in de jeugd van FC Kölliken, hierna vertrok hij naar FC Aarau waar hij negen seizoenen speelde alvorens naar het Duitse 1. FC Nürnberg. Achtereen volgens speelde hij nog voor TeBe Berlin, SSV Ulm 1846, FC Vaduz, FC Luzern en FC Zug 94.
Hij speelde tussen 1997 en 1999 acht interlands voor Zwitserland.
Na zijn loopbaan als speler werd hij keeperstrainer, hij coachte van 2006 tot 2007 FC Thun. Van 2007 tot 2008 was hij aan de slag bij FC Aarau. Hierna werkte hij van 2008 tot 2018 voor VfL Wolfsburg.

## Erelijst
- FC Aarau
  - Landskampioen: 1993